# 托尼·伯克

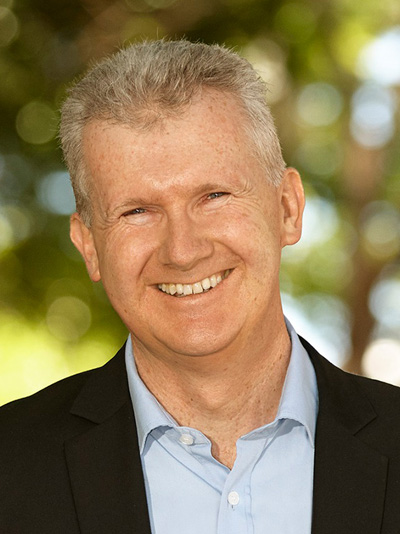

托尼·伯克（Tony Burke，1969年11月4日—）是一位澳洲政治人物，他的黨籍是澳洲工黨。自2007年開始，他是沃森選區選出的澳大利亞眾議院的議員。他曾經是新南威爾斯立法局的議員。